# Точечная контактная сварка
То́чечная конта́ктная сва́рка — сварочный процесс, при котором детали соединяются в одной или одновременно в нескольких точках.

## Общие сведения
При точечной контактной сварке прочность соединения определяется размером и структурой сварной точки. Это, в свою очередь, зависит от формы и размеров контактной поверхности электродов, силы сварочного тока, времени его протекания через заготовки, усилия сжатия и состояния поверхностей свариваемых деталей. Производительность точечной сварки может достигать 600 соединений в 1 минуту. Применяется для соединения тончайших деталей (от 0,02 мкм) электронных приборов, для сварки стальных конструкций из листов толщиной до 20 мм в автомобиле-, самолёто- и судостроении, в сельскохозяйственном машиностроении и других отраслях промышленности.
Частным случаем этого вида сварки является точечная конденсаторная сварка.

## Технология
Точечная сварка является разновидностью контактной сварки, поэтому в основу её технологии заложены тепловое воздействие электрического тока по закону Джоуля — Ленца и усилие сжатия свариваемых деталей. В процессе сварки ток проходит от одного электрода к другому через металл заготовок. Электроды для контактной точечной сварки изготовляются из сплавов с высокой электропроводностью, чтобы сопротивление в контакте электрод-деталь было минимальным. Поэтому в местах контактов деталь-деталь происходит наибольший нагрев за счет наибольшей величины электрического сопротивления. Разогрев и расплавление металла под действием электрического тока приводит к образованию литого ядра сварной точки, диаметр которой обычно составляет 4—12 мм.
Различают мягкий и жесткий режимы точечной сварки.
Мягкий режим характеризуется большей продолжительностью времени сварки и плавным нагревом заготовок умеренными силами тока, с плотностью тока на рабочей поверхности электрода обычно не превышающей 100 А/мм². Время протекания тока обычно 0,5—3 секунды. Преимуществами мягких режимов являются меньшие потребляемые мощности, по сравнению с жесткими режимами; меньшие нагрузки сети; менее мощные и более дешевые сварочные машины, необходимые для производства точечной сварки; уменьшение закалки зоны сварки. Мягкие режимы применяют для сварки сталей, склонных к закалке.
Жесткий режим точечной сварки характеризуется малой продолжительностью времени сварки, бо́льшими, чем при мягком режиме, значениями силы тока и значительным сжимающим давлением электродов. Плотности тока достигают 120—300 А/мм² при сварке стали. Время протекания тока обычно 0,1—1,5 секунды. Давление электродов обычно принимают в пределах 3—8 кг/мм². К недостаткам жестких режимов относятся повышенная мощность, потребляемая при сварке; значительные нагрузки сети; мощные сварочные машины. Преимущества — уменьшение времени сварки и повышение производительности. Жесткие режимы применяют при сварке алюминиевых и медных сплавов, с высокой теплопроводностью, деталей неравной толщины и разноименных деталей, а также высоколегированных сталей с целью сохранения коррозионной стойкости.
Время подачи тока при сварке и время приложения усилий сжатия, сила тока и величина усилий сжатия определяются по заданной циклограмме процесса.